# 小墾田宮

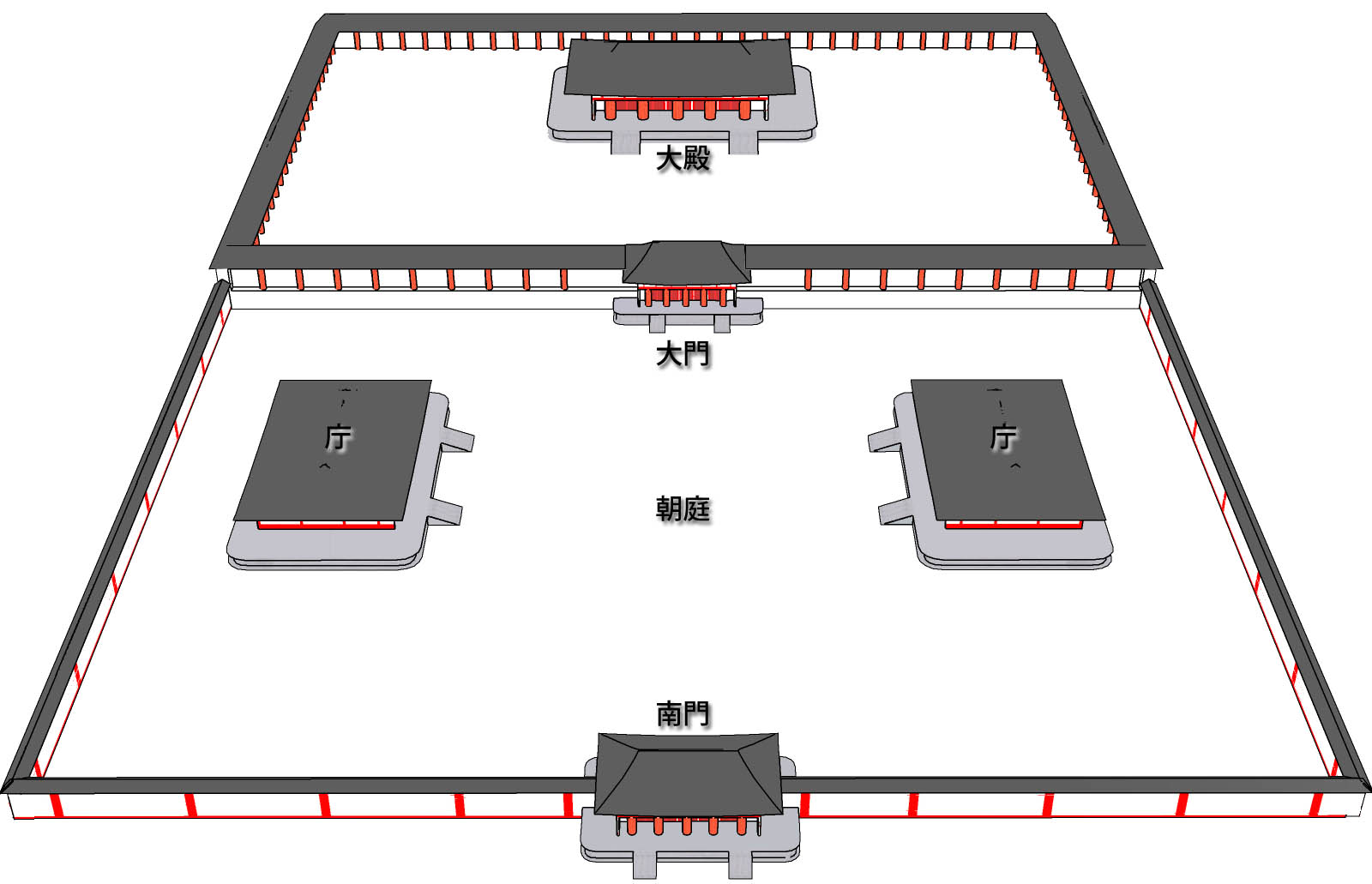
小墾田宮見取図

小墾田宮（おはりだのみや）は、飛鳥時代の推古朝および奈良時代の淳仁朝・称徳朝の宮殿。「小治田宮」とも書く。近年の発掘調査から、奈良県明日香村の雷丘周辺にあった可能性が高くなっている。

## 推古朝の小墾田宮
日本書紀によると603年（推古11年）、豊浦宮（とゆらのみや）で即位した推古女帝は新宮として小墾田宮を造営しここに居を移したという。国家権力の中心地として築造し、遷宮したと考えられる。第1回遣隋使に、政治が未開状態だと隋文帝に改革を訓令された失敗から、政治改革を実現し、その後に第2回遣隋使と、それによる隋使の来訪と歓待を意識した宮の新造だと指摘されている。
その後女帝が崩御するまでの間に、蘇我氏、聖徳太子らを中心として、603年（推古11年）冠位十二階の制定、604年（推古12年）十七条憲法の制定、607年（推古15年）第2回遣隋使派遣などの重要施策がこの宮で行われた。日本書紀の記述からこの宮の構造は、南に「南門」を構えその北に諸大夫の勤する「庁」が並ぶ「朝庭」が広がり、そのさらに北の大門を入ると女帝の住まう「大殿」が営まれていたことが推定される。これは後代の宮城において、朝堂院と大極殿および内裏に発展するものの原型と思われる。608年（推古16年）隋煬帝の勅使裴世清を迎えて、朝庭で隋国書の宣読と国書と国進物の進上儀式が行われた。数日後に宮で隋使饗宴が開催された（『日本書紀』推古天皇16年4月-8月条）。

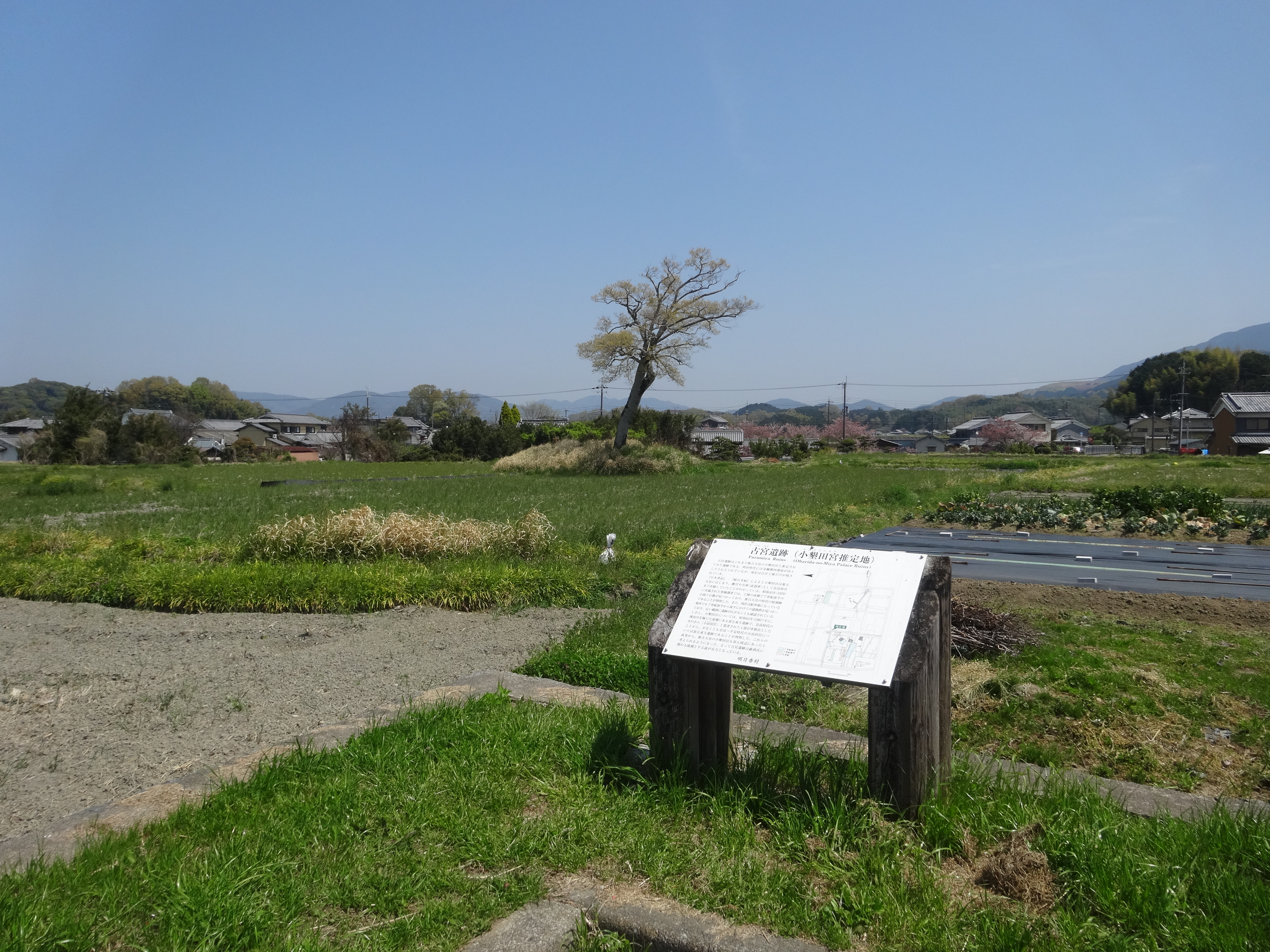
古宮遺跡（小墾田宮推定地）

小墾田宮の所在地については奈良県高市郡明日香村豊浦（とようら）に「古宮」という小字名があることから、以前より有力地とされていた。1970年（昭和45年）に第1次調査、1973年（昭和48年）に第2次調査が行われた。その発掘調査では宮殿跡は見つからなかったが、7世紀初頭の掘立柱建物群、庭園・大溝などの遺構が見つかった。その後、淳仁・称徳朝の小治田宮が発見され（後述）、さらに1986年（昭和61年）6月に雷丘南麓の雷内畑遺跡（いかづちうちばたいせき）で、6世紀末から7世紀初めの苑池と石敷の一部分が発見され、これが推古朝の小墾田宮の比定候補地として注目されるようになり、この遺跡を「小墾田宮推定地」と呼ぶことが少なくない。

## 淳仁・称徳朝の小治田宮

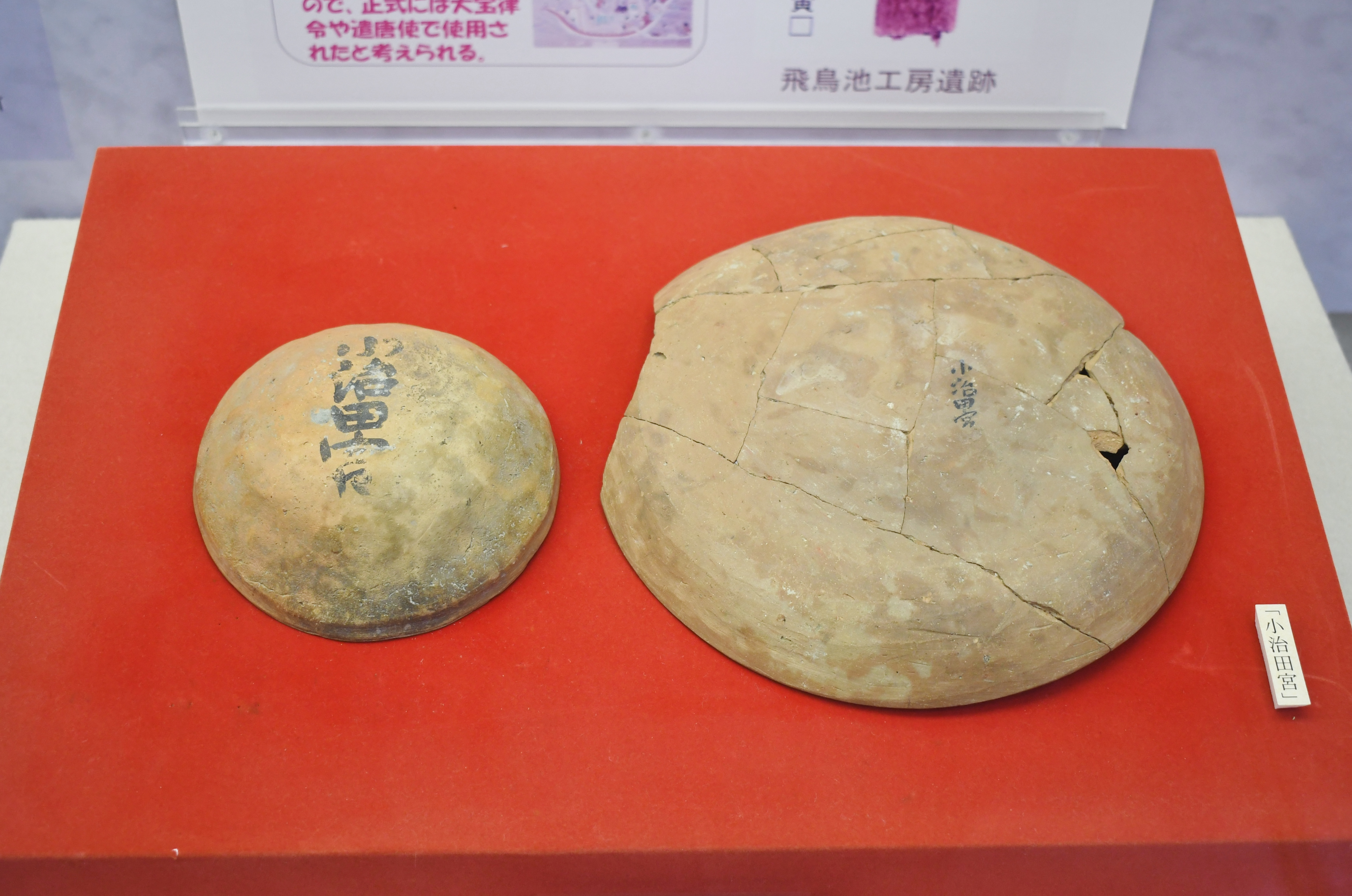
雷丘東方遺跡出土
「小治田宮」墨書銘土器明日香村埋蔵文化財展示室展示。

淳仁・称徳朝にあっては、両天皇の行宮として営まれた。760年（天平宝字4年）に淳仁天皇は播磨国など4か国の糒を小治田宮に蓄えさせ、同宮への行幸が実施された。天皇は翌年1月に平城宮に戻るものの、内裏には入らず武部（兵部省）曹司を御在所とした上、同年秋には保良宮に再度行幸していることから、当時実施されていた平城宮の改築工事と関連していると考えられている。
推古朝の小墾田宮との関係ははっきりしないが、1987年（昭和62年）7月、藤原京の南東端に近い雷丘東南の雷丘東方遺跡3次発掘で「小治田宮」と記す墨書土器破片が多数出土した。これは奈良時代の淳仁朝にかかわる墨書で、この付近に「小治田」の地名があり、天平年間末年から平安時代初期ころまでにかけての小治田宮があったことがかなり有力になってきている。